# جيلبرتو تيليشيا
جيلبرتو تيليشيا (1885 – القرن العشرين) هو مبارز بالسيف أوروغواياني راحل، مثّل بلاده في الألعاب الأولمبية الصيفية 1924.

## روابط رياضية
جيلبرتو تيليشيا على موقع أوليمبيديا (الإنجليزية)